# Seleção Polonesa de Voleibol Feminino
A seleção polonesa de voleibol feminino é uma equipe europeia composta pelas melhores jogadoras de voleibol da Polônia. É administrada pela Associação Polonesa de Voleibol (em polonês: Polski Związek Piłki Siatkowej) e se encontra na 13ª posição do ranking da FIVB, segundo dados de 19 de julho de 2022.

## Resultados obtidos nos principais campeonatos

### Jogos Olímpicos
| Ano  | Sede             | Classificação |
| ---- | ---------------- | ------------- |
| 1964 | Tóquio           | 3°            |
| 1968 | Cidade do México | 3°            |
| 2008 | Pequim           | 9°            |
| 2024 | Paris            | 6°            |

### Campeonato Mundial
| Ano  | Sede                    | Classificação |
| ---- | ----------------------- | ------------- |
| 1952 | União Soviética         | 2°            |
| 1956 | França                  | 3°            |
| 1960 | Brasil                  | 4°            |
| 1962 | União Soviética         | 3°            |
| 1970 | Bulgária                | 9°            |
| 1974 | México                  | 9°            |
| 1978 | União Soviética         | 11°           |
| 2002 | Alemanha                | 15°           |
| 2006 | Japão                   | 15°           |
| 2010 | Japão                   | 9°            |
| 2022 | Países Baixos / Polônia | 7°            |

### Campeonato Europeu
| Ano  | Sede                                  | Classificação |
| ---- | ------------------------------------- | ------------- |
| 1949 | Tchecoslováquia                       | 3°            |
| 1950 | Bulgária                              | 2°            |
| 1951 | França                                | 2°            |
| 1955 | Roménia                               | 3°            |
| 1958 | Tchecoslováquia                       | 3°            |
| 1963 | Roménia                               | 2°            |
| 1967 | Turquia                               | 2°            |
| 1971 | Itália                                | 3°            |
| 1975 | Iugoslávia                            | 6°            |
| 1977 | Finlândia                             | 4°            |
| 1979 | França                                | 8°            |
| 1981 | Bulgária                              | 5°            |
| 1983 | Alemanha Oriental                     | 9°            |
| 1985 | Países Baixos                         | 7°            |
| 1987 | Bélgica                               | 11°           |
| 1989 | Alemanha Ocidental                    | 9°            |
| 1991 | Itália                                | 9°            |
| 1995 | Países Baixos                         | 9°            |
| 1997 | Chéquia                               | 5°            |
| 1999 | Itália                                | 8°            |
| 2001 | Hungria                               | 6°            |
| 2003 | Turquia                               | 1°            |
| 2005 | Croácia                               | 1°            |
| 2007 | Bélgica / Luxemburgo                  | 4°            |
| 2009 | Polónia                               | 3°            |
| 2011 | Itália / Sérvia                       | 5°            |
| 2013 | Alemanha / Suíça                      | 11°           |
| 2015 | Bélgica / Países Baixos               | 8°            |
| 2017 | Azerbaijão / Georgia                  | 10°           |
| 2019 | Chéquia / Hungria / Polónia / Turquia | 4°            |
| 2021 | Bulgária / Croácia / Roménia / Sérvia | 7°            |
| 2023 | Alemanha / Bélgica / Estónia / Itália | 5º            |

### Liga Europeia
| Ano  | Sede                | Classificação |
| ---- | ------------------- | ------------- |
| 2014 | Bursa / Rüsselsheim | 3°            |

### Jogos Europeus
| Ano  | Sede | Classificação |
| ---- | ---- | ------------- |
| 2015 | Baku | 2°            |

### Copa do Mundo
| Ano  | Sede  | Classificação |
| ---- | ----- | ------------- |
| 2003 | Japão | 8°            |
| 2007 | Japão | 6°            |

### Grand Prix
| Ano  | Sede            | Classificação |
| ---- | --------------- | ------------- |
| 2004 | Reggio Calabria | 8°            |
| 2005 | Sendai          | 7°            |
| 2006 | Reggio Calabria | 12°           |
| 2007 | Ningbo          | 6°            |
| 2008 | Yokohama        | 10°           |
| 2009 | Tóquio          | 7°            |
| 2010 | Ningbo          | 6°            |
| 2011 | Macau           | 10°           |
| 2012 | Ningbo          | 8°            |
| 2013 | Sapporo         | 15°           |
| 2014 | Tóquio          | 14°           |
| 2015 | Omaha           | 14°           |
| 2016 | Bangkok         | 14°           |
| 2017 | Nanquim         | 13°           |

### Liga das Nações
| Ano  | Sede      | Classificação |
| ---- | --------- | ------------- |
| 2018 | Nanquim   | 9°            |
| 2019 | Nanquim   | 5°            |
| 2021 | Rimini    | 11°           |
| 2022 | Ancara    | 13°           |
| 2023 | Arlington | 3°            |
| 2024 | Bancoque  | 3°            |
| 2025 | Łódź      | 3°            |